# Nereus en Achilleus van Rome

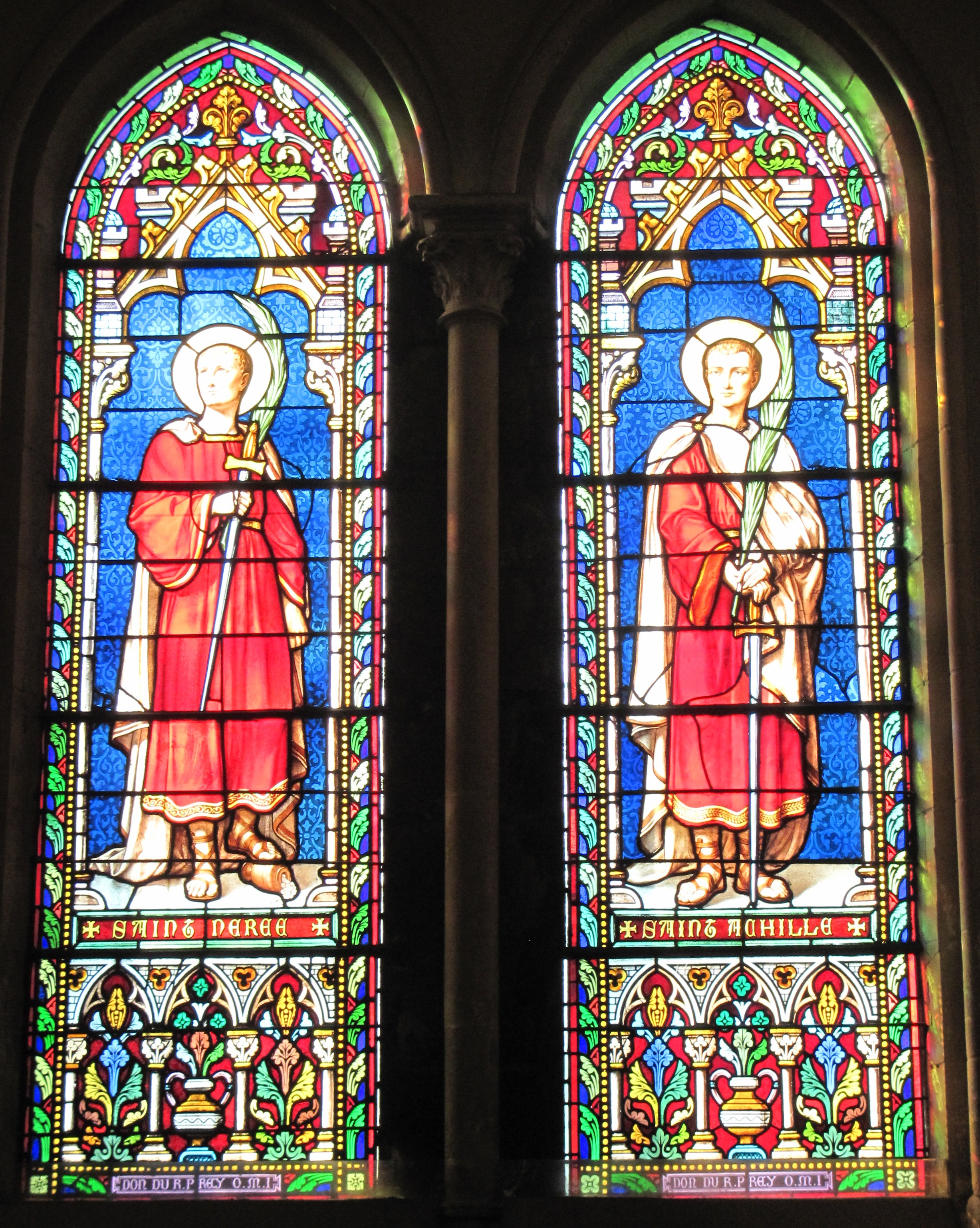
Nereus en Achilleus

Nereus van Rome en Achilleus van Rome waren soldaten in het keizerlijke leger en waren lid van de pretoriaanse wacht. Zij bekeerden zich tot het christendom. Ze werden verbannen vanwege hun geloof en stierven in c. 304.
Nereus en Achilleus waren broers en christelijke heiligen en worden samen herdacht op 12 mei.